# Piri Reis

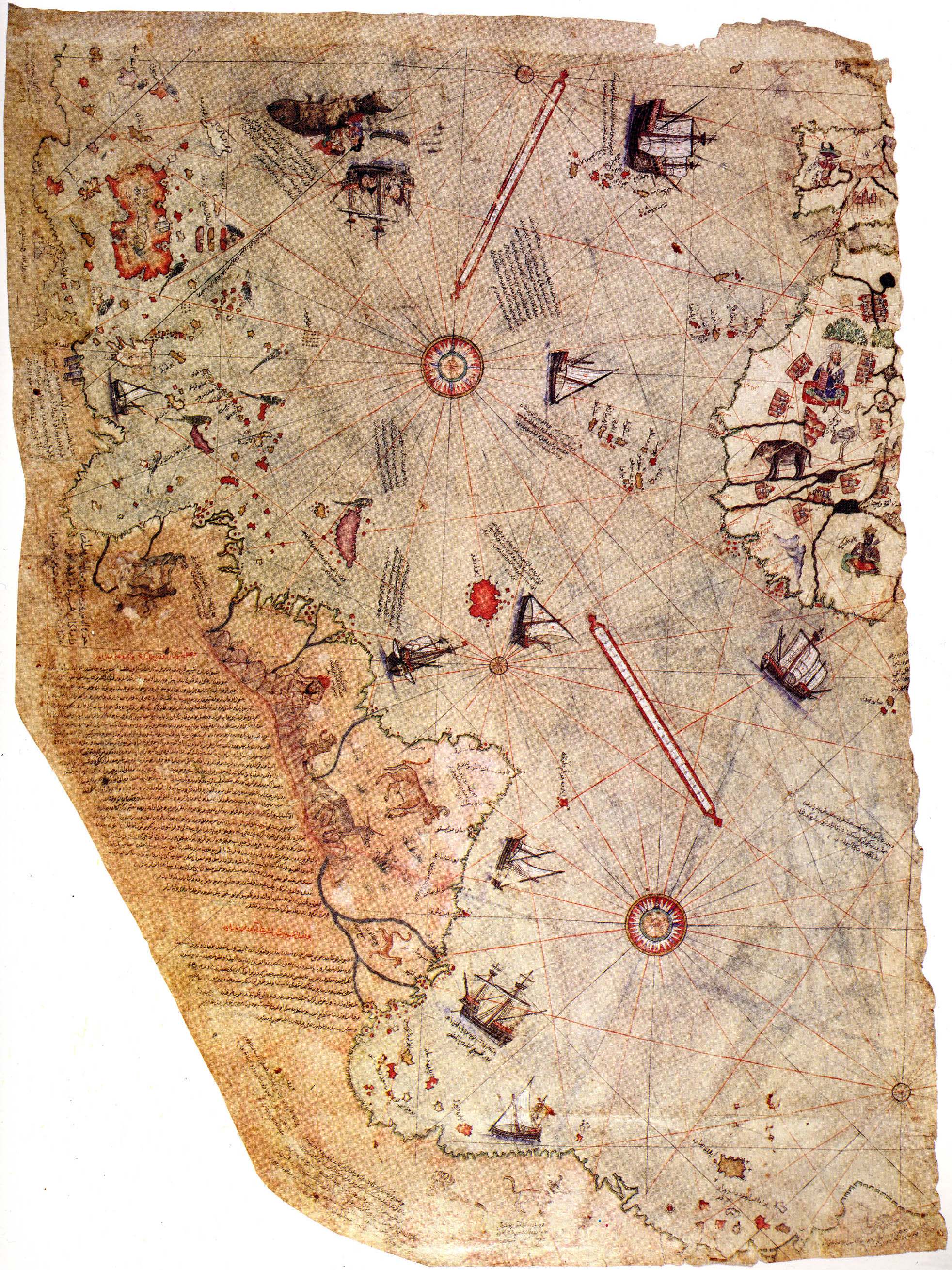
Fragmento del Mapa de Piri Reis.

Ḥājji Muhyieddin Piri Ibn Ḥājjī Meḥmed (Galípoli, Imperio otomano, c. 1465 - El Cairo, 1553-54), conocido como Piri Reis (en turco: پیری رئیس, romanizado: Pīrī Re’īs), fue un almirante, navegante, cartógrafo, corsario y geógrafo otomano, conocido principalmente por sus obras cartográficas, incluido su mapamundi de 1513 y el Kitab-ı Bahriye (Libro de las materias marinas), un libro con información detallada sobre las primeras técnicas de navegación, así como cartas relativamente precisas para su época, que describen los puertos y ciudades del mar Mediterráneo.
Fue hecho decapitar por el Sultán en la ciudad egipcia de El Cairo en el año 1553 o 1554.

## Biografía y obra
Discípulo y sobrino de Kemal Reis, empezó a aprender a navegar a los doce años. Fue hombre de gran cultura, ya que hablaba, además de su lengua nativa, árabe, griego, español y portugués. Participó en numerosas guerras contra la República de Venecia entre 1499 y 1502, además de contra los caballeros de Rodas y los mamelucos de Egipto (1523).

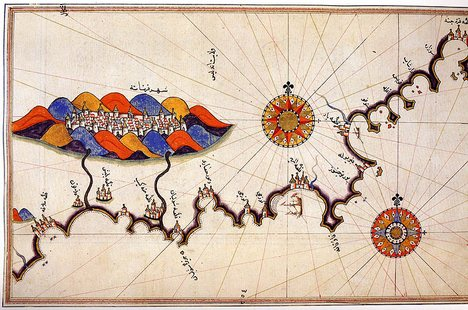
Mapa de Granada por Piri Reis,

Sitió Ormuz por órdenes del sultán otomano pero terminó aceptando un soborno que le ofrecieron los sitiados. El gobernador de Egipto, Alí Bajá, supo de esto y llamó a Reis para que explicase su actitud, pero este se negó, por lo que Bajá mandó detenerlo y ejecutarlo en el cadalso. Tenía 89 años.
Su mayor obra cartográfica fue el Kitab-i Bahriye (Libro de las Materias Marinas), un atlas náutico dedicado al sultán Solimán el Magnífico en 1526.
En 1513 Piri Reis había trazado otro mapa, un mapamundi que fue descubierto solo en 1929 y conservado actualmente en el Museo Topkapı Sarayı, en el Palacio de Topkapi en Estambul. Es famoso universalmente por mostrar los contornos orientales de Sudamérica y actualmente constituye un auténtico icono nacional para Turquía. Tanto es así que aparecía en el reverso de los billetes antiguos de diez millones de liras, o 10 YTL (Nuevas liras turcas).
Reis dibujó todavía otro mapa de las costas americanas en 1528, actualizando su información a partir de mapas portugueses, pues incluía los descubrimientos de Gaspar Corte Real. En él aparecía ya Florida y Cuba tenía la forma de isla.

## En la ficción
Piri Reis aparece en el videojuego Assassin's Creed: Revelations apoyando al gremio de los Asesinos en Estambul. Y aparece como explorador en el juego Age of Empires III, para los otomanos de Solimán el Magnífico. Además, aparece en cuarta temporada de la serie de televisión turca Mühteşem Yüzyıl, inspirada en el imperio otomano del siglo XVI, y sobre todo en el Sultán Solimán el magnífico y en Hürrem Haseki Sultan.

## Galería de imágenes

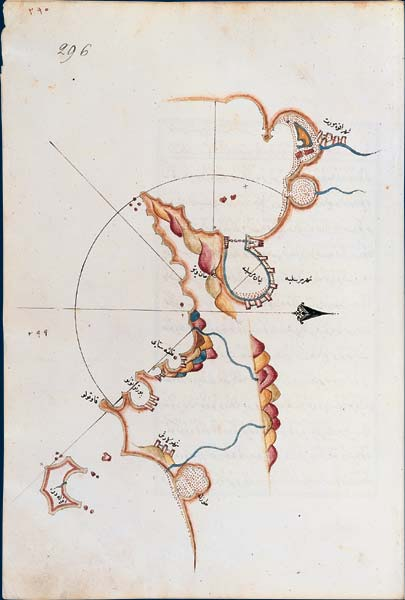
Mapa de figuración de los fondos marinos de Piri Reis. Según su autor incluye "todas las costas, las islas pobladas o desérticas, los ríos, las rocas a flor de agua o bajo el agua, los bancos de arena (...)"
Inserción del mapa de Piris Reis (Amarillo), en una proyección acimutal de Lambert, con centro en el norte del Mar Rojo.
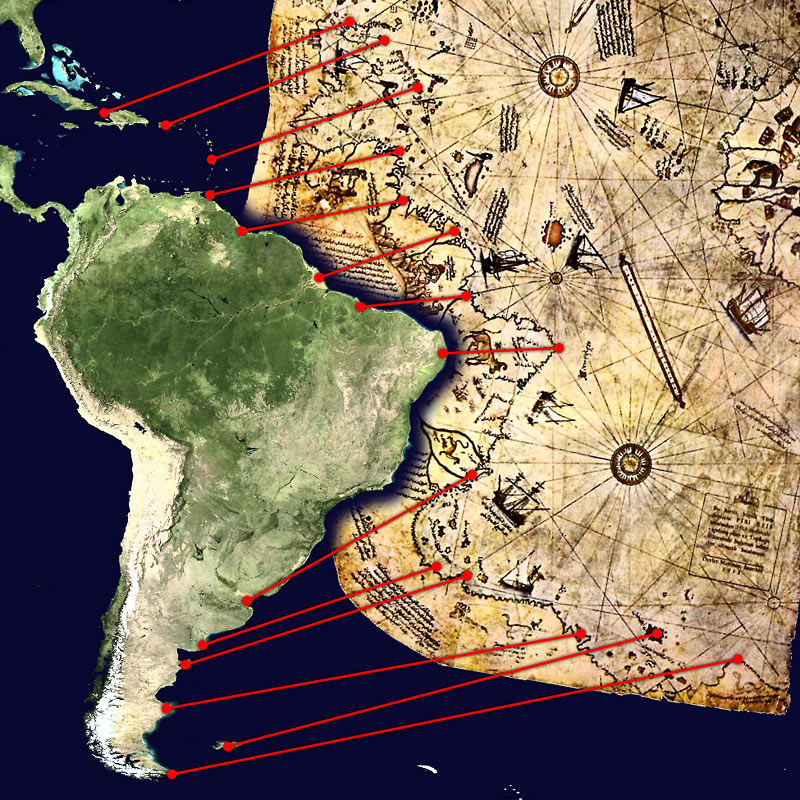
Hipótesis que intenta correlacionar el contorno inferior del mapa de Piri Reis con el de la costa patagónica argentina y las Islas Malvinas.
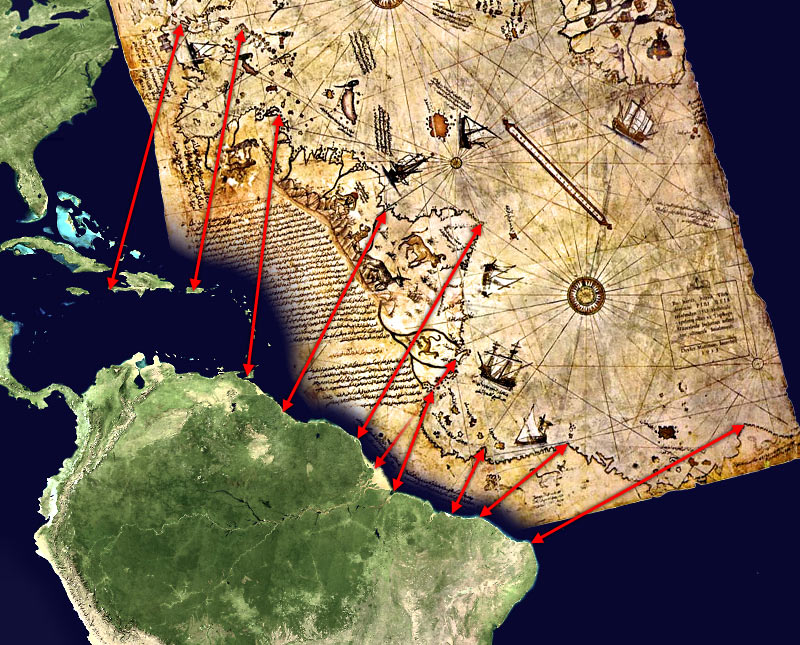
Otra hipótesis, menos aceptada, que intenta correlacionar el contorno americano del mapa de Piri Reis con el de la costa venezolana y brasileña.